# La Tomba
|  | Per a altres significats, vegeu «Tomba (desambiguació)». |

La Tomba és una muntanya de 138 metres que es troba al municipi de Biure, a la comarca catalana de l'Alt Empordà.